# Sakana
Sakana (肴?) o shukō (酒肴?) es un término japonés que alude a la comida tomada como acompañamiento de las bebidas alcohólicas. Es parecido en tamaño a las tapas, si bien también puede ser más grande.

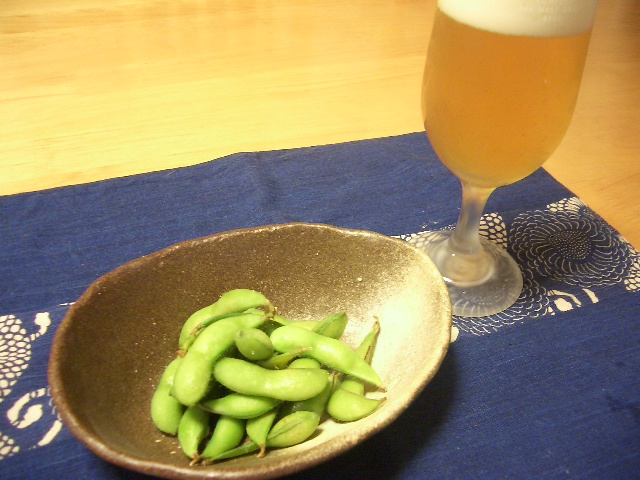
Un plato de edamame junto a una copa de cerveza. En este caso, el platillo sería considerado un Sakana.

El sakana puede también llamarse otsumami, aplicándose normalmente este término a los platos más pequeños.
Debido a que el pescado, y especialmente el pescado seco, era una opción frecuente para estos platos, con los años el término sakana también se convirtió en la pronunciación para el kanji de ‘pescado’ (魚).

## Tipos
En Japón es costumbre acompañar siempre las bebidas alcohólicas con algún tipo de alimento. El término sakana alude tradicionalmente a la que acompaña al sake, que suele ser bastante salada y servirse en porciones relativamente pequeñas. Sin embargo, desde el siglo XIX la cerveza japonesa ha superado al sake como bebida alcohólica más popular en Japón, y al mismo tiempo varias recetas creadas para acompañarla se han popularizado. Estos platos, servidos en pubs-restaurantes conocidos como izakaya suelen ser más sustanciosos que las tapas, si bien no son considerados una comida y por ello no contienen el importante arroz japonés. Tradicionalmente, los japonses consideraban al sake, que se elabora a partir de arroz, un sustituto del arroz blanco servido en la comida normal, y como resultado muchos japoneses no comen arroz y beben alcohol simultáneamente.
Algunos tipos comunes de sakana son:
- Yakitori, brochetas asadas de pollo;
- Kushiyaki, brochetas asadas de carne o verdura;
- Sashimi, trozos de pescado crudo;
- Tsukemono, encurtidos;
- Kimchi, encurtidos picantes coreanos.

Son especialmente populares con la cerveza:
- Edamame, brotes de soja salados al vapor;
- Salchichas.

Son especialmente populares con el sake:
- Shiokara, tripas de calamar fermentadas y saladas;
- Huevas:
  - Uni, de erizo de mar;
  - Ikura, de salmón;
  - Mentaiko, hueva picante de abadejo;
  - Tarako, de abadejo;
  - Sujiko.

Pequeños aperitivos:
- Atarime / Ika Ichiya-boshi, calamar seco;
- Ei-hire, raya seca;
- Algas;
- Queso;
- Cacahuetes;
- Arare, crackers hechos principalmente de harina de arroz con otros ingredientes;
  - Tatami Iwashi, pequeños arenques secos prensados en un cracker de forma cuadrada.